# White Trash Beautiful
White Trash Beautiful је музички албум певача Еверласта, издат 25. маја 2004. године међународно, а дан касније и у Сједињеним Државама.

## Списак песама
1. -{"This Kind Of Lonely

## Синглови
- , издат марта 2004. године

## Значај
- Ово је први студијски албум Еверласта после 4 године. Претходно издање је било Eat at Whitey's 2000. године.